# Maria Angelina Enoque
Maria Angelina Dique Enoque, kurz Maria Angelina Enoque (* 18. April 1953 im Distrikt Manica, Provinz Manica, Portugiesisch-Ostafrika) ist eine mosambikanische Politikerin (RENAMO). Sie ist Abgeordnete des nationalen Parlaments, war von 2010 bis 2015 Vizepräsidentin des Parlaments und hatte bis 2015 den Vorsitz der RENAMO-Fraktion inne.

## Biographie
Maria Angelina Enoque wurde am 18. April 1953 als eines von vier Kindern im Distrikt Manica in der gleichnamigen Provinz geboren. Während ihr Vater aus Mosambik kam, hatte ihre Mutter die südrhodesische (später simbabwische) Staatsbürgerschaft inne.

### Ausbildung
Nach dem Abschluss ihrer Grundschulzeit besuchte sie die Lehrer-Ausbildungsschule in Dondo (Sofala) und begann mit 18 Jahren als Lehrerin zu arbeiten. Mit der Unabhängigkeit Mosambiks 1975 zog sie mit ihrem Mann nach Maputo. Dort holte sie ihren Oberschulabschluss nach und studierte daraufhin Lehramt an der heutigen Universidade Pedagógica. In Maputo unterrichtete sie an Grundschulen und leitete später die Escola Primária 3 de Fevereiro. Ab 1994 arbeitete sie am staatlichen Institut für Bildungsplanung (Instituto Nacional do Desenvolvimento da Educação).

### Politische Laufbahn
Mit der Verfassungsreform 1989/90 und dem Ende des Bürgerkrieges 1992, fanden im Jahr 1994 die ersten freien Mehrparteienwahlen in Mosambik statt. Ihr Bruder, Mitglied der damaligen Rebellenorganisation RENAMO und nach Ende des Bürgerkrieges General in der neu gegründeten mosambikanischen Armee, schrieb sie ohne ihr Wissen für die RENAMO-Wahlliste der Provinz Manica ein. Sie erfuhr erst bei Bekanntgabe der Wahlergebnisse, dass sie gewählt worden war.
Seitdem hat sie das Abgeordnetenmandat inne und wurde 1999, 2004, 2009 und 2014 immer über die Provinzliste für Manica wiedergewählt. Zwischen 2010 und 2015 war sie stellvertretende Präsidentin des Parlaments. Bis 2015 hatte sie den Vorsitz der RENAMO-Fraktion inne, ihre Nachfolgerin ist Ivone Soares. Unter anderem war sie als Fraktionsvorsitzende auch Teil des Hauptausschusses (Comissão Permanente). Zudem wurde sie als mosambikanische Vertreterin für das Panafrikanische Parlament gewählt.

### Privat
Enoque heiratete 1972 (mit 19 Jahren), ist seit 2009 Witwe und hat vier Kinder.

## Werk
- Mulheres Manyika Contam . . . Sexualidade e Família (Micro-estudo Exploratório), in: Cadernos de Pesquisa No. 4, Instituto Nacional do Desenvolvimento da Educação, 1994, Maputo.